# بندقية مضادة للدبابات
البندقية المضادة للدبابات هي بندقية مضادة للمواد مصممة لاختراق دروع المركبات القتالية المدرعة، كالدبابات وناقلات الجنود المدرعة ومركبات قتال المشاة.
يُستخدم هذا المصطلح عادةً للأسلحة التي يمكن لشخص واحد حملها واستخدامها، ولكنه يُستخدم أحيانًا للأسلحة الأكبر حجمًا. امتدت فائدة البنادق لهذا الغرض من استخدام الدبابات في الحرب العالمية الأولى حتى الحرب الكورية. في حين أصبح درع الدبابات المتوسط والثقيل سميكًا جدًا بحيث لا يمكن اختراقه بواسطة المقذوفات الصلبة من البنادق التي يمكن أن يحملها جندي واحد، استمر استخدام البنادق المضادة للدبابات ضد أهداف "ناعمة" أخرى، على الرغم من إدخال البنادق عديمة الارتداد والقنابل الصاروخية مثل البازوكا أيضًا للدفاع عن طبقة المشاة القريبة ضد الدبابات.